# Korea Exchange
Korea Exchange (KRX) er den eneste børs i Sydkorea. Børsen har hovedsæde i Busan og har et kontor for valutahandel og markedsanalyse i Seoul.
Korea Exchange blev etableret ved en fusion af Korea Stock Exchange, Korea Futures Exchange og KOSDAQ Stock Market under navnet Korea Stock & Futures Exchange Act. De forskellige børser blev så til divioner i Korea Exchange. 31. December 2007 havde Korea Exchange 1.757 noterede selskaber med en samlet markedsværdi på $ 1.100 mia, hvilket gør den til verdens 16. største.